# Tuns zero

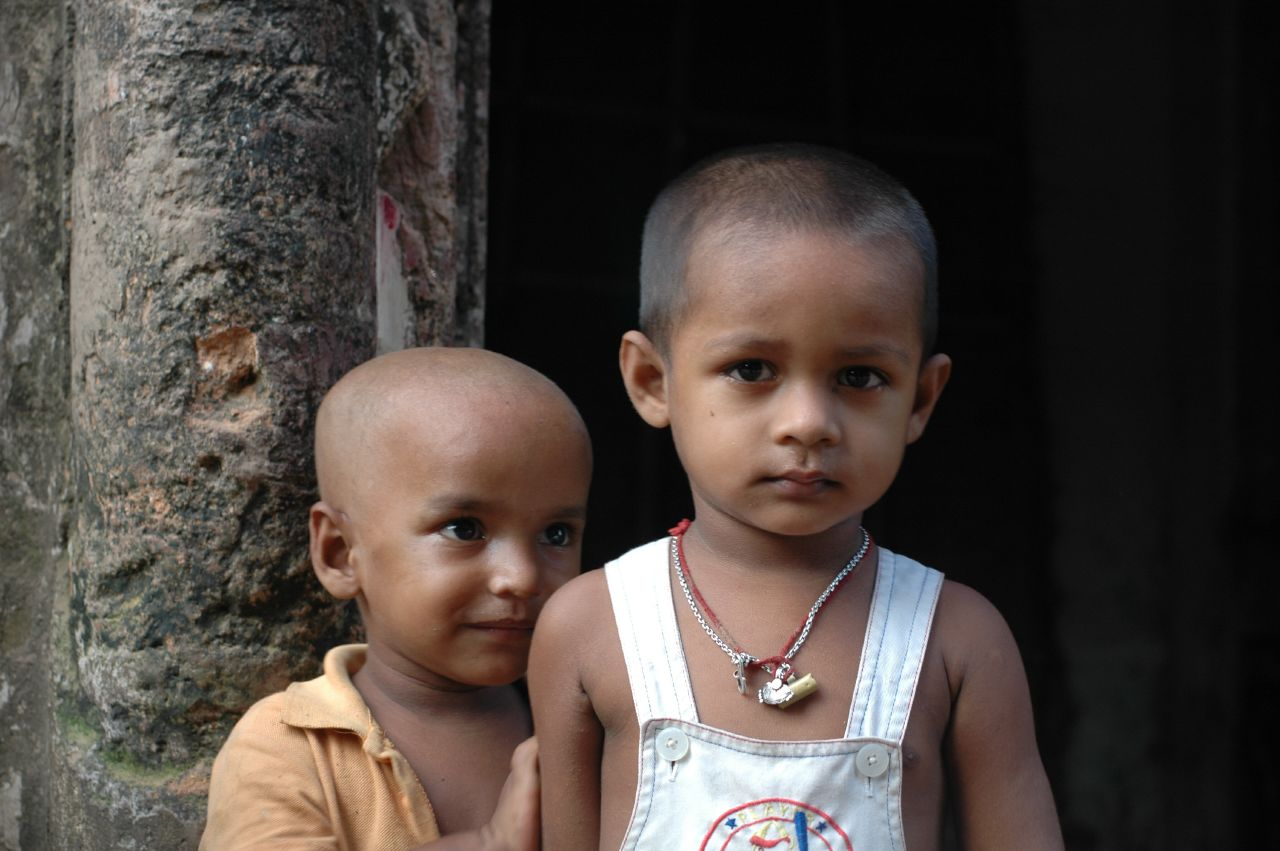
Copii tunşi zero

Tuns zero sau (Ras) este o tăiere a părului după forma craniului, lăsând puțin păr sau deloc. În unele culturi cine se rade o face din motive simbolice, vechii egipteni aveau părul ras și foloseau peruci, unii călugări orientali de asemenea sunt tunși zero, majoritatea civilizațiilor și-au lăsat părul lung, această coafură fiind excepția. Tunsul la zero scoate în evidență trasăturile feței, dând senzația unei mandibule late. De asemenea este caracteristică la bărbați, disimulând primele semne ale calviției. Tunsul la zero este folosit uneori pe podium la prezentările de modă, scoțând în evidență trasăturile masculine, oferind astfel un aspect curat și proaspăt modelelor.